# Powerlifting ai XVI Giochi paralimpici estivi - 73 kg femminile
Le gare di powerlifting della categoria fino a 73 kg femminile ai XVI Giochi paralimpici estivi si sono svolte il 29 agosto 2021 presso il Tokyo International Forum.
La vincitrice è stata Mariana D'Andrea.

## Risultati
| Pos. | Atleta             | Peso (kg) | Sollevamenti (kg) | Sollevamenti (kg) | Sollevamenti (kg) | Sollevamenti (kg) | Risultato (kg) |
| Pos. | Atleta             | Peso (kg) | 1                 | 2                 | 3                 | 4                 | Risultato (kg) |
| ---- | ------------------ | --------- | ----------------- | ----------------- | ----------------- | ----------------- | -------------- |
|      | Mariana D'Andrea   | 69,70     | 130               | 133               | 137               | –                 | 137            |
|      | Xu Lili            | 70,92     | 133               | 134               | 138               | –                 | 134            |
|      | Souhad Ghazouani   | 72,17     | 122               | 126               | 132               | –                 | 132            |
| 4    | Amal Mahmoud       | 72,04     | 125               | 127               | 131               | –                 | 131            |
| 5    | Kheda Berieva      | 72,22     | 122               | 127               | 130               | –                 | 127            |
| 6    | Paulina Okpala     | 71,35     | 119               | 124               | 131               | –                 | 124            |
| 7    | Britney Arendse    | 71,10     | 103               | 104               | 107               | –                 | 107            |
| 8    | Larisa Marinenkova | 71,58     | 82                | 82                | 90                | –                 | 82             |
| –    | Sibel Cam          | 71,84     | 129               | 129               | 131               | –                 | –              |